# Restiosporium proliferum
Restiosporium proliferum är en svampart som beskrevs av Vánky 2006. Restiosporium proliferum ingår i släktet Restiosporium och familjen Websdaneaceae.   Inga underarter finns listade i Catalogue of Life.